# Isabelle Maroger
Pour les articles homonymes, voir Maroger.
Isabelle Maroger, née en 1979 à Montpellier, est une autrice, illustratrice et dessinatrice française. Elle est principalement autrice et dessinatrice de BD mais elle illustre également des livres pour enfants et des livres pratiques. Elle travaille également pour la presse.

## Biographie
Isabelle Maroger est née d'une mère norvégienne et d'un père français. Elle a fait ses études à l’école Émile-Cohl de Lyon, ville où elle vit toujours et dans laquelle elle fait partie de l'atelier Le Bocal. Depuis 2003, elle a illustré plus de deux cent ouvrages.
En 2021, elle réalise une bande dessinée pour Oxfam France sur la vaccination comme enjeu mondial.
En 2024, elle publie Lebensborn dans lequel elle revient sur l'histoire de sa mère, Katherine Maroger, née dans un lebensborn. Cette dernière en faisait elle-même le récit dans son livre Les Racines du silence paru en 2008 aux éditions Anne Carrière. Avec cet album, Isabelle Maroger est lauréate du prix BD des Rendez-vous de l'histoire 2024.

## Publications
Illustrations de livres jeunesse
- En avant les filles !, illustration d’un texte de Sandrine Mirza, Nathan, 2012.
- Nicolette et Alphonse, illustration d’un texte de Pétronille, Fleur de Ville, 2015.
- Le bébé s’appelle Repars, illustration d’un texte d’Émilie Chazerand, Gautier-Languereau, 2017.
- Vite vite, illustration d’un texte de Magdalena, Père Castor, 2018.
- Les filles peuvent le faire aussi / Les garçons peuvent le faire aussi, illustration de textes de Sophie Gourion, Gründ, 2019.
- D’où je viens ? Le petit livre pour parler de toutes les familles, illustration de textes de Stéphanie Vidal, Bayard Jeunesse, 2019.
- Il y a un monstre dans ma chambre, illustration d’un texte de Sandra Nelson, Père Castor, 2020.
- Ce que je fais avec Papa / Ce que je fais avec Maman, illustration d’un texte d’Amélie Antoine, Gründ, 2020.
- Mon corps m’appartient !, illustration de textes d'Isabelle Filliozat et Margot Fried-Filliozat, Nathan, 2022.

Bande dessinée
- Série Ma mère et moi, dessin sur des scénarios de Marc Cantin, Clair de Lune, 2011-2020.
- Larguée, dessin sur un scénario de Géraldine Collet, Fluide Glacial, 2012.
- Coquillettes et crustacés, dessin sur un scénario de Louise Mey, Monsieur Pop Corn, 2019.
- Série Grâce, dessin sur des scénarios de Marc Dubuisson, BD Kids, 2021.
- Lebensborn, dessin et scénario, Éditions Bayard, 2024.